# Алтушкин, Игорь Алексеевич
И́горь Алексе́евич Алту́шкин (род. 10 сентября 1970, Свердловск) — российский предприниматель, основатель «Русской медной компании». Меценат и общественный деятель. Основатель Благотворительного фонда РМК. Соучредитель и председатель совета Фонда святой Екатерины. Входит в список журнала «Forbes».  Из-за вторжения России на Украину и финансирования военного подразделения находится под санкциями стран Евросоюза, США, Украины и Великобритании.

## Биография
Игорь Алтушкин родился 10 сентября 1970 года в Свердловске.
Окончил Свердловский институт народного хозяйства.
В 2017 году Игорь Алтушкин стал членом попечительского совета Челябинского театра оперы и балета имени Глинки.
В 2021 году вошёл в состав попечительского совета Уральского государственного горного университета (УГГУ, Екатеринбург).
На октябрь 2021 года входил в состав правления Российского союза промышленников и предпринимателей.
На 2022 год входит в состав Попечительского совета Санкт-Петербургского горного университета.

## Карьера
В 1992 году занялся продажей лома цветного металла, учредил компанию «Аэрон».
В 1997 году основал компанию «Уралэлектромедь Вторцветмет». Компания была главным поставщиком лома для предприятия УГМК.
В 2004 году создал «Русскую медную компанию». На 2022 год занимает должность председателя Совета директоров РМК и отвечает за стратегию развития бизнеса Группы. Под его руководством компания реализовала ряд уникальных для отрасли проектов и стала третьим по величине производителем меди в России. В 2020 году в Екатеринбурге Игорь Алтушкин инициировал строительство штаб-квартиры Русской медной компании. Это первое в России здание, возведенное по проекту архитектурного бюро Foster + Partners. Внешний облик объекта вдохновлён структурой кристаллической решетки меди.
В 2023 году Игорь Алтушкин вышел из числа совладельцев МКООО «Рашн Коппер Компани Лимитед», которая занимается российскими производственными активами Русской медной компании.

## Общественная деятельность

### Благотворительная деятельность
С 2005 года работает Благотворительный фонд РМК, учрежденный Игорем Алтушкиным. Фонд специализируется на оказании помощи детям с онкозаболеваниями и нарушением слуха, реализует программы в сфере медицины, социальные, культурные, спортивные и образовательные проекты. К 2020 году помощь получили 3 000 детей со злокачественными образованиями, закуплено более 1 000 цифровых многоканальных аппаратов для восстановления слуха, поддержку получили свыше 100 тысяч человек.
Алтушкин также спонсирует строительство православных храмов. Финансировал реставрацию собора Успения Пресвятой Богородицы, воссоздание разрушенной в 1930-е годы колокольни «Большой Златоуст» в Екатеринбурге, а также восстановление Свято-Троицкого монастыря в Верхотурье. Он выделил средства и на возведение храма Рождества Христова в станице Наурская Чеченской Республики.
В 2017 году был одним из спонсоров и инициаторов восстановления храма Святой Екатерины, который был уничтожен в 1930 году. Место строительства несколько раз переносилось из-за протестов горожан. В итоге, в 2020 году, был проведён общегородской опрос о месте строительства. По его результатам большинство горожан проголосовало за территорию бывшего Уральского приборостроительного завода. Планируется, что аварийное здание снесут, а на его месте построят храм святой Екатерины.
К концу мая 2020 года Игорь Алтушкин потратил 718 млн рублей на борьбу с пандемией COVID-19. Он организовал поставку медицинских масок из Китая, выделил средства на закупку автомобилей скорой медицинский помощи, а также аппаратов ИВЛ и другого специализированного оборудования и медицинских изделий, средств индивидуальной защиты для больниц. В 2021 году выделил средства для выплат семьям медиков, которые работали в «красных» зонах, заразились коронавирусом и скончались из-за этого.

### Поддержка спорта
В 2018 году Игорь Алтушкин основал Академию единоборств РМК в Екатеринбурге и лично профинансировал её строительство. Она представляет собой шестиэтажное здание, где развиваются девять направлений боевых искусств: бокс, MMA, тайский бокс, кикбоксинг, карате косики, карате киокусинкай, дзюдо, бразильское джиу-джитсу и грэпплинг. Оснащение Академии единоборств РМК признали лучшей практикой на национальной премии в области спортивного бизнеса BISPO Awards. Построил в Екатеринбурге спортивно-стрелковый комплекс «Архангел Михаил».

## Санкции
19 октября 2022 года, на фоне вторжения России на Украину, Алтушкин включён в санкционный список Украины как владелец компании которая поддерживает действия, подрывающие или угрожающие территориальной целостности, суверенитету и независимости Украины со стороны РФ.
19 мая 2023 года, как олигарх-миллиардер, владеющий Русской медной компанией, Алтушкин включён в санкционный список Великобритании так как «являясь третьим по величине производителем меди в России, Алтушкин и его бизнес продолжают играть ключевую роль в секторе, имеющем стратегическое значение для путинской военной машины»
14 сентября 2023 года Алтушкин и Русская медная компания попали под блокирующие санкции США «в связи с незаконным вторжением России на территорию Украины».
24 июня 2024 года включён в санкционные списки стран Европейского союза, так как он «оказывает финансовую поддержку российскому военному подразделению, воюющему на Украине»:

Игорь Алтушкин поддерживает действия, которые подрывают или угрожают территориальной целостности, суверенитету и независимости Украины. Будучи основателем Русской медной компании, он также участвует в экономическом секторе, обеспечивающем значительный источник дохода для правительства России, которое несёт ответственность за аннексию Крыма и дестабилизацию Украины.— «Официальный журнал Европейского союза», Брюссель, 24 июня 2024 года

### Финансирование вторжения на Украину
По данным The Moscow Times Игорь Алтушкин полностью спонсирует батальон «Урал» — штурмовое подразделение Минобороны РФ, которое принимает участие в нападении России на Украину и воюет в Луганской области Украины. По данным издания, Алтушкин создал свой батальон после закрытой встречи бизнесменов с Владимиром Путиным, в сентябре 2022 года, на этой встрече, представителям крупного бизнеса в России предложили собрать и профинансировать добровольцев для участия во вторжении на Украину. Позднее Русская медная компания опровергла информацию о финансировании батальона «Урал».

## Состояние
На 2023 год состояние Игоря Алтушкина составляет 3.4 миллиардов долларов США. По данным журнала «Forbes», Алтушкин занял 36-е место в рейтинге российских миллиардеров. Семья Игоря Алтушкина имеет особняк в Великобритании стоимостью 17 млн фунтов стерлингов (ранее особняк принадлежал певице Мадонне) и квартиры стоимостью 2 млн фунтов.

## Семья
Жена — Татьяна Анатольевна Алтушкина, родилась в 1970 году. На 2022 год руководит образовательным проектом под названием «Русская классическая школа». Концепция обучения предполагает занятия по переизданным советским и восстановленным дореволюционным учебникам. Председатель Попечительского совета Благотворительного фонда РМК.
Имеют шестерых детей.

## Хобби
Является чемпионом Свердловской области по греко-римской борьбе, мастером спорта по практической стрельбе. В 2017 году завоевал золото в серийном классе чемпионата России по практической стрельбе из пистолета.
Коллекционирует оружие.
Основатель RCC Boxing Promotions — уральского промоушена в сфере организации и проведения профессиональных боксерских поединков.
В 2019 году на Всемирном боксерском форуме RCC Boxing Promotions была признана «Промоушеном года».

## Награды и премии
- Диплом и памятная медаль лауреата премии имени В. Н. Татищева и Г. В. де Геннина (2014) — за реализацию проекта Воссоздание Максимилиановского храма-колокольни «Большой Златоуст»[69].
- Знак отличия «За заслуги перед Свердловской областью III степени» (22 июля 2016)[70].
- Кавалер Знака отличия «За заслуги перед Свердловской областью» (27 июля 2016) — особые заслуги в сфере социально-экономического развития региона[71].
- Почётный гражданин города Карабаш (13 июня 2017) — за внесение большого вклада в экономическое и духовное развитие Карабашского городского округа и благотворительную деятельность[72][73].
- Почётный гражданин Свердловской области (27 июня 2017) — за выдающиеся достижения в экономической сфере жизни общества, способствовавшие укреплению и развитию Свердловской области[74][75].
- Орден Дружбы (8 февраля 2017) — за особые заслуги в укреплении мира, дружбы, сотрудничества и взаимопонимания между народами, за вклад в сохранение, приумножение и популяризацию культурного и исторического наследия России, за трудовые успехи в промышленности, а также за широкую благотворительную деятельность[76][77].
- Почётный Знак «За заслуги перед городом Екатеринбургом»[78].
- Орден «За заслуги перед Отечеством» IV степени (23 ноября 2020) — за большой вклад в организацию работы по предупреждению и предотвращению распространения коронавирусной инфекции (COVID-19)[79].
- Почётное звание «Почётный гражданин города Екатеринбурга» (10 августа 2021)[80][81].